# Sipitu Huta
Sipitu Huta is een bestuurslaag in het regentschap Humbang Hasundutan van de provincie Noord-Sumatra, Indonesië. Sipitu Huta telt 1967 inwoners (volkstelling 2010).